# Neckar Adria
La Neckar Adria est une petite berline 4 places, 2 portes, à moteur arrière. C'est, comme pour les autres modèles du constructeur allemand Fiat Neckar, la copie conforme du modèle Fiat 850 italien.

## Histoire
En mai 1964, en Italie, la Fiat 850 vient épauler la Fiat 600 dans le secteur des petites voitures. La filiale allemande Neckar ne tarde pas à fournir sa propre interprétation de ce coach destiné à une belle carrière. C'est ainsi qu'un an plus tard, Fiat Neckar propose l'Adria. Comme pour tous les modèles précédents Fiat-NSU ou Fiat Neckar, les voitures sont les mêmes que les originaux italiens mais offrent une finition plus complète adaptée aux goûts de la clientèle allemande avec des différences de quelques détails esthétiques.
La Neckar Adria est équipée en série d'accessoires proposés en option chez Fiat comme le toit ouvrant. L'équipement intérieur reprend celui de la Fiat 850 Super puis, à partir de 1968, celui de la Fiat 850 Special.
Le moteur est le robuste Fiat 100G de l'ingénieur Lampredi, un 4 cylindres en ligne de 843 cm3, refroidi par eau et développant 37 ch DIN à 5.100 tr/min. Pour la version de 1968, la puissance du moteur passe à 47 ch DIN.
Comparativement aux autres modèles de Neckar, l'Adria a été très peu produite. Seulement 6.619 exemplaires entre juin 1965 et septembre 1969. La raison est essentiellement due aux accords du Marché commun qui supprimait les droits de douane entre les six pays de la CEE à compter du 1er juillet 1968.
L'importation des voitures étant libre de droits, les fabrications locales spécifiques devenaient donc superflues. La Neckar Adria fut très vite concurrencée par la Fiat 850 Special italienne qui ne devait plus supporter les droits de douane. Les droits de douane allemands étaient de 90% en 1959, de 70% en 1961, à 50% en juillet 1962. Le 1er juillet 1967, les droits de douane étaient encore de 15% avant de disparaître le 1er juillet 1968.
La Neckar Adria sera la dernière voiture dérivée d'une Fiat italienne à être produite sous licence en Allemagne. À partir de 1968, Fiat produira dans l'usine d'Heilbronn les modèles 124, 125 et 128 strictement conformes aux originaux italiens, uniquement parce que les usines italiennes étaient saturées.